# Key West
Key West (en espagnol : Cayo Hueso) est une ville américaine située à l'extrémité occidentale de l'archipel des Keys, en Floride. Siège du comté de Monroe, elle compte 24 649 habitants selon le recensement des États-Unis de 2010.
La ville occupe la totalité de la dernière des îles dont elle tire son nom ainsi qu'un ensemble d'îlots qui l'entourent. La partie de Stock Island au nord de l'U.S. Route 1, Fleming Key et Sigsbee Park, connu également sous le nom de Dredgers Key, au nord (deux terrains militaires à accès restreint) et Sunset Key (autrefois appelée Tank Island et avec accès limité aux résidents) à l'ouest en font partie.
Key West est connue pour être le point extrême du sud des États-Unis contigus et le terminal sud de la Route 1. Située à 207 km au sud-ouest de Miami et à 170 km au nord-ouest de La Havane, elle offre une position stratégique incomparable sur le détroit de Floride, à moins de 150 km des côtes de Cuba. Il s'agit d'un port de croisière important. Key West possède un aéroport régional et une base aéronavale stratégique. Le centre de la ville se situe au nord-ouest de l'île dans le quartier historique, protégé en tant que district historique de Key West.

## Histoire
Avant l’arrivée des Espagnols sur le continent nord-américain, l'île est peuplée par les indiens Calusa. Repérée par Juan Ponce de León, en 1521, elle n'est qu'épisodiquement occupée par des pêcheurs et des chasseurs d'épaves pendant l'époque espagnole.

### Cayo Hueso
À l’origine appelée « Cayo Hueso » c’est-à-dire  Caye aux os par les Espagnols à cause des nombreux ossements qu’ils y trouvèrent lors de leur arrivée, vestiges de batailles entre indigènes ou Espagnols, le nom fut transformé par les Anglais en Key West, selon certains parce que la prononciation du mot espagnol hueso était proche du mot anglais west, selon d’autres du fait de la position géographique de l’île. Cayo Hueso est encore utilisé localement par les hispanophones et apparaît aussi dans de nombreuses raisons commerciales de Key West.
En 1763, quand la Floride passa sous contrôle britannique, Espagnols et Amérindiens qui occupaient l’île furent expulsés vers Cuba. Quand la Floride revint à nouveau aux Espagnols vingt ans plus tard, l’île ne fut habitée qu’épisodiquement sans colonisation permanente. Des pêcheurs de Cuba ou des Bahamas, puis plus tard après l’indépendance des États-Unis, d’autres venus de la côte atlantique, utilisaient l’île comme refuge saisonnier. Bien qu’officiellement espagnol, Key West n’était contrôlé de fait par aucune des trois puissances en lice.

### Thompson’s Island
En 1815, le gouverneur de la Havane donna l’île à Juan Pablo Salas, un officier d’artillerie de la marine espagnole en poste à Saint Augustine. Salas s’empressa de vendre l’île quand la Floride passa sous le contrôle des États-Unis. En fait, il la vendit deux fois – d’abord il l’échangea pour un sloop évalué à 575 dollars, puis il la vendit à un commerçant américain, John W. Simonton, rencontré dans une taverne de La Havane, pour une somme équivalente à 2 000 dollars. Le premier acheteur qui avait échangé le sloop revendit l’île au Général John Geddes (en), ancien gouverneur de Caroline du Sud qui eut du mal à faire reconnaître son titre de propriété. En effet, grâce aux appuis que Simonton avait à Washington, ce dernier obtint gain de cause. Simonton avait de nombreux intérêts commerciaux à Mobile en Alabama. Il avait porté un intérêt particulier sur l’île quand John Whitehead lui avait parlé de la position stratégique qu’elle occupait sur le détroit de Floride alors qu’il l’avait découverte lors d’un naufrage en 1819. C’est le port en eaux profondes qui l’avait surtout impressionné et qu’il comparait à un Gibraltar de l’Ouest.
Le 25 mars 1822, Matthew C. Perry arriva à Key West sur le USS Shark et prit possession de l’île au nom des États-Unis qu’il baptisa Thompson’s Island en l’honneur de Smith Thompson, Secrétaire à la Marine des États-Unis et le port devint Port Rodgers en l’honneur de John Rodgers, héros de la Guerre anglo-américaine de 1812. Les deux noms furent rapidement abandonnés. La piraterie qui affligeait alors le bassin caraïbe que Perry avait déjà signalé, amena un détachement commandé par David Porter, commodore de la marine américaine qui administra l’île de façon quasi-dictatoriale en imposant la loi martiale.

### Premiers pionniers
John Simonton subdivisa l’île en parcelles qu’il vendit à:
- John Whitehead, un ami qui lui avait conseillé de se porter acquéreur de l’île,
- John Fleeming, un marchand anglais de Mobile en Alabama,
- John Mountain et John Warner qui revendirent aussitôt leur parcelle à
- Pardon C. Greene. C’est ce dernier seul qui fit de Key West sa résidence permanente et qui devint un commerçant prospère et pour un temps maire de la ville. Il mourut en 1838 à l’âge de 57 ans.

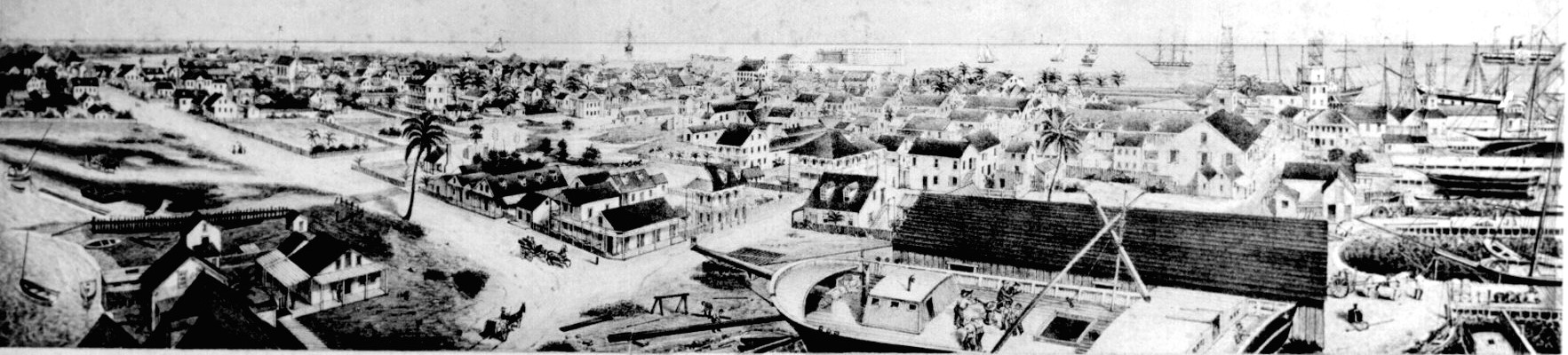
Key West vers 1856.

Simonton passait l’hiver à Key West et l’été à Washington où il mettait ses relations à profit pour susciter un intérêt pour l’île, notamment en soutenant la nécessité d’une base navale pour exploiter la position stratégique du lieu et pour y amener un peu d’ordre et de légalité.
John Fleeming ne passa que quelques mois à Key West après son achat en 1822 et n’y revint qu’en 1832 avec l’intention d’y développer l’exploitation du sel de mer mais mourut dans l’année à l’âge de 51 ans.
Whitehead ne vécut à Key West que huit ans seulement. Associé avec Pardon C. Greene de 1824 à 1827. Il quitta Key West en 1832 et n’y revint que pendant la Guerre de Sécession en 1861. Il mourut l’année suivante.
Les noms de ces quatre « Pères de la Cité Moderne » comme on se plaît à les nommer, se retrouvent dans le Key West d’aujourd’hui et ont été donnés aux artères du quartier historique lors du premier cadastre établi en 1829 par William Adee Whitehead, un frère cadet de John Whitehead. Ce cadastre est encore en vigueur aujourd’hui et n’a subi que peu de modifications. La rue Fleming est cependant orthographiée avec un seul « e ». La rue principale qui traverse le quartier historique du nord au sud a reçu le nom du premier gouverneur de la Floride, William Pope Duval, gouverneur de 1822 à 1834.
William Whitehead en tant qu’éditeur du journal local Enquirer en 1834 eut l’heureuse idée de transmettre les archives de son périodique ainsi que celles du journal qui l’avait précédé, la Key West Gazette, au greffe du comté, ce qui nous donne aujourd’hui une idée assez précise de la vie à Key West entre 1820 et 1840.

### Guerre de Sécession

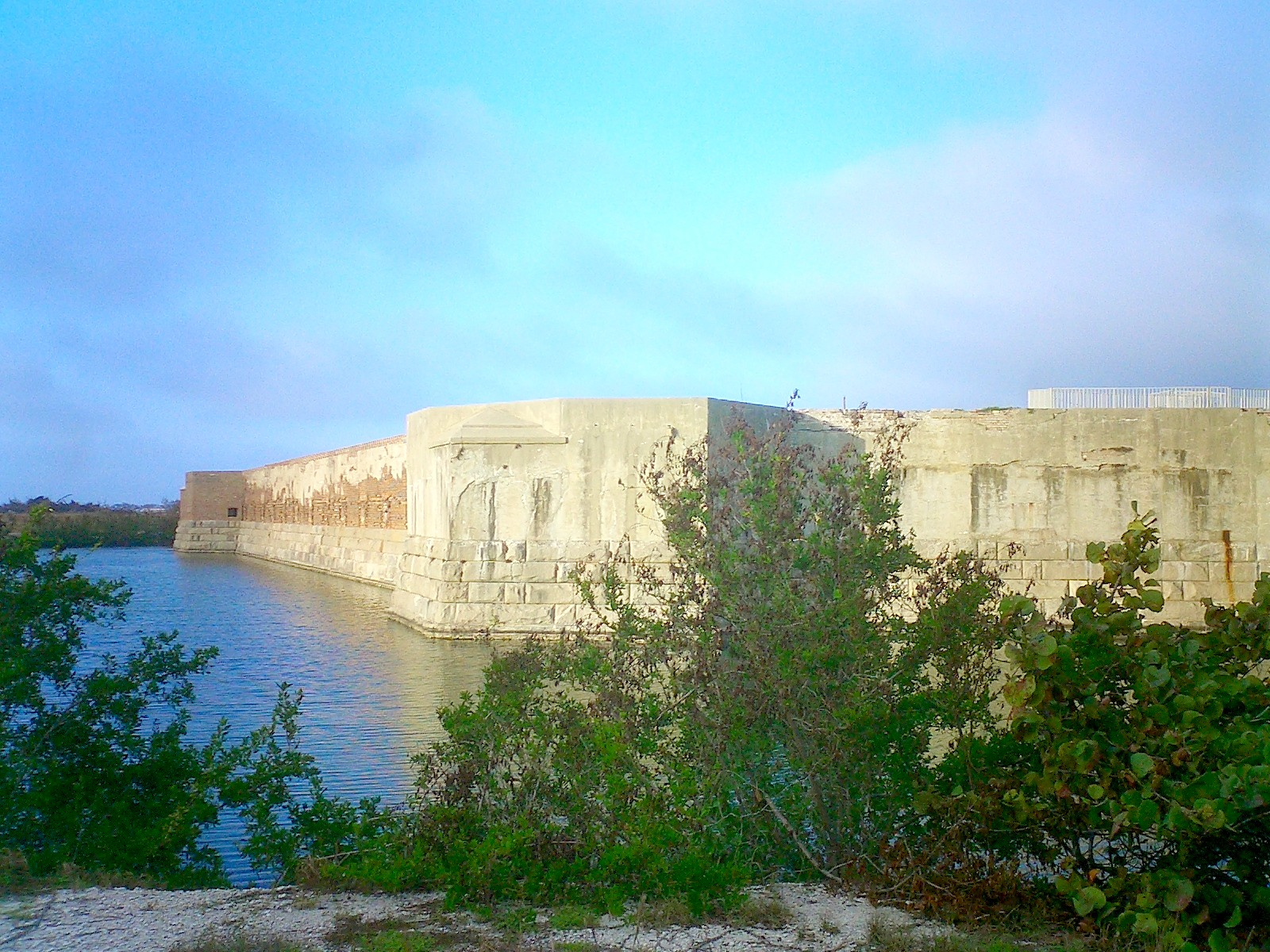
Le Fort Zachary Taylor joua un rôle important pendant la guerre de Sécession.

Pendant la Guerre de Sécession, alors que la Floride rejoignait la Confédération en janvier 1861, Key West et sa base navale restèrent sous le contrôle de l’Union. La population penchait plutôt pour les Sudistes. Le Fort Zachary Taylor, construit de 1845 à 1866, joua un rôle important pendant le conflit. Deux autres fortifications, les Tours Martello Est et Ouest furent construites à partir de 1861 pour servir de dépôt d’armes et de batteries annexes au Fort Taylor. Elles furent par la suite reliées au fort par une voie ferrée pour faciliter le mouvement des munitions. Fort Jefferson aux Dry Tortugas, situé à 110 km à l’ouest de Key West, servi de prison à la fin de la Guerre de Sécession et son prisonnier le plus célèbre fut le Dr Samuel A. Mudd, accusé de conspiration pour avoir soigné l’assassin d’Abraham Lincoln, John Wilkes Booth.

### Conchs
Le terme de Conchs qui se prononce conque comme le coquillage éponyme s’applique aux natifs des Bahamas de descendance européenne. Ce sont ces « Conchs » qui arrivèrent en grand nombre après 1830 et peuplèrent Key West. Le terme aujourd’hui s’applique aux habitants de Key West en général mais distingue les natifs propres ou « Conchs » et les habitants de longue date mais nés ailleurs ou « Freshwater Conchs » c’est-à-dire conque d’eau douce. Les Bahaméens de descendance africaine qui arrivèrent plus tard au XIXe siècle se regroupèrent dans un quartier au sud-ouest de Whitehead Street, toujours connu comme Bahama Village (en).
Au cours du XIXe siècle, la pêche, notamment la pêche aux éponges, l’exploitation du sel de mer et la chasse aux épaves constituaient la base de l’économie. En 1860, cette dernière activité seule fit de Key West la ville la plus importante et la plus prospère de Floride et la ville au revenu le plus élevé par habitant de tous les États-Unis. Les récifs qui entourent l’île ne manquaient pas d’écueils pour les nombreux navires qui croisaient dans le détroit et ceux que la nature épargnait, tombaient parfois sur d’habiles naufrageurs.
En avril 1886, un incendie détruisit la majorité du centre historique faisant quatre victimes. Plus de 50 bâtiments furent réduits en cendres et la reconstruction des bâtiments officiels se fit en briques dans les dernières années du siècle.
Vers la fin du XIXe siècle, l’industrie cigarière remplaça les salines et le commerce du naufrage. L’arrivée de nombreux Cubains pendant cette période de rébellion contre la domination espagnole (Guerre des Dix Ans, puis Guerre d’indépendance) fournit une main d’œuvre experte pour cette industrie. En 1890, la population de Key West approchait les 18 800 habitants, dont la moitié était d’origine cubaine. Près de 200 fabriques produisaient une centaine de millions de cigares annuellement. José Martí le père de l’indépendance cubaine, vint à Key West à plusieurs reprises pour recruter des volontaires pour la cause et y fonda le Parti Révolutionnaire Cubain.
C’est de Key West que partit le cuirassé Maine qui coula dans le port de La Havane et déclencha la Guerre hispano-américaine. L’équipage du Maine est enterré dans le cimetière de Key West.

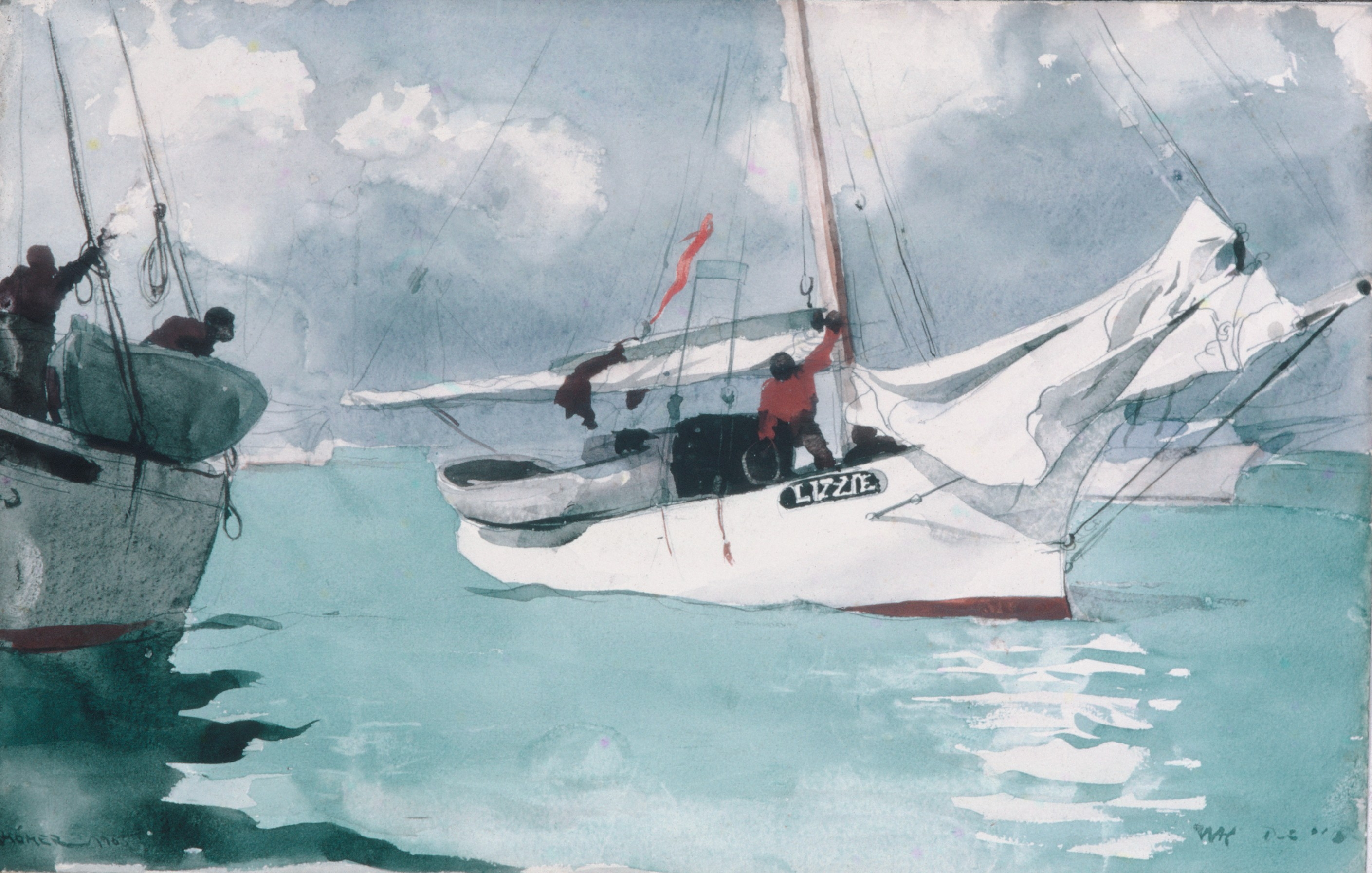
Fishing Boats, Key West (Bateaux de pêche)
Winslow Homer, 1903
Metropolitan Museum of Art, New York.

Avec l'âge, le peintre américain Winslow Homer installé dans le Maine, trouve les hivers de plus en plus durs, et décide, à la fin des années 1880, de les passer aux Bahamas, non sans faire un crochet par la Floride ou Cuba. Neuf aquarelles de ces voyages en mer sont reproduites par The Century Magazine (1885-1886). Dans Fishing Boats, Key West (1903), par exemple, le sujet est l'appareillage d'une goélette à voile aurique. Bien que le titre qu'il lui attribue la situe Key West, cette aquarelle semble montrer des bateaux de pêche typiques des Bahamas. Key West n'est qu'à environ 280 milles à l'ouest de Nassau, de l'autre côté du Gulf Stream.

### Lien rail et route
L’insularité de Key West devenait un handicap au fur et à mesure que la Floride méridionale se développait. En 1905, Henry Flagler, un homme d’affaires qui avait contribué au développement de Palm Beach et de Miami en y amenant le chemin de fer, eut l’idée de continuer la liaison ferroviaire jusqu’à Key West en reliant les nombreuses îles et îlots de l’archipel par d’audacieux ouvrages d’art. Le Overseas Railroad, inauguré en 1912 après de coûteux investissements en hommes et en matériel, fut détruit par l’ouragan de 1935 qui frappa les Keys le jour de la Fête du Travail et fit de nombreuses victimes, dont près de 400 anciens combattants de la Grande Guerre qui travaillaient à des projets de travaux publics sous les auspices du gouvernement fédéral. Trop coûteuse à reconstruire et médiocrement profitable, la liaison ferroviaire fut abandonnée. Les années de crise de 1930 à 1940 furent une période de déclin économique avec une forte émigration vers Miami. En 1934, la ville était au bord de la faillite et aurait bien pu disparaître sans l’aide de l’État et du gouvernement fédéral qui entreprit alors de construire une route sur le tracé de la voie ferrée. Le Overseas Highway fut achevé en 1938.

### Seconde Guerre mondiale
Avec l’entrée en guerre des États-Unis, Key West connut un regain de prospérité. La marine déjà très présente depuis la Guerre hispano-américaine, mais dont les activités avaient été fortement réduites pendant la crise, revint en force et diversifia ses installations sur près de 1 200 ha dont la totalité de l’île de Boca Chica Key (700 ha) et Fleming Key, une île artificielle créée pour loger le personnel militaire qui atteint jusqu’à 15 000 personnes. La base employait également 3 400 civils, Les infrastructures comprenaient un aérodrome pour l’aéronavale, des bâtiments et l’extension du port. De plus, l’amenée d’un aqueduc depuis le continent pour l’eau potable fut un atout pour le développement futur de la ville.

### L’après-guerre
Avec l’arrivée du Président Truman à la fin des années 1940, Key West acquit une nouvelle notoriété. Truman utilisa les installations militaires de l’Annexe du Fort Taylor, où il installa ses quartiers d’hiver que la presse appela aussitôt la « Maison-Blanche d’hiver ». Il passa plus de 175 jours à Key West lors de onze visites durant sa présidence et revint à Key West plusieurs fois une fois son mandat terminé. L’annexe fut rebaptisée Truman Annex (en) et porte toujours ce nom aujourd’hui.
La révolution cubaine de 1959 redonna un nouveau souffle à la base aéronavale et Key West retrouva le rôle stratégique des temps de guerre. En novembre 1962, John Fitzgerald Kennedy visita Key West un mois après le dénouement de l’affaire des missiles de Cuba. Key West est resté un point de chute des nombreux exilés cubains arrivant par la mer de 1960 à 1980 (exode de Mariel).

### Essor touristique
D’abord fréquenté par des artistes et des intellectuels (voir plus bas « Key West et sa légende »), Key West attira très vite une intelligentsia bohème et fortunée et, à partir des années 1980, un nombre important d’homosexuels attirés par l’équanimité traditionnelle des autochtones, l’ambiance complaisante du milieu artistique et un patrimoine architectural pratiquement intact. La ville connut une véritable embellie et une gentrification qui s’accéléra avec l’accroissement de sa notoriété à la fin du XXe siècle.
Après sa mise hors service en 1969, le phare de Key West est confié au comté de Monroe, qui le loue à la Key West Light House and Keeper's Quarters Museum.

## Géographie

Key West Beach.

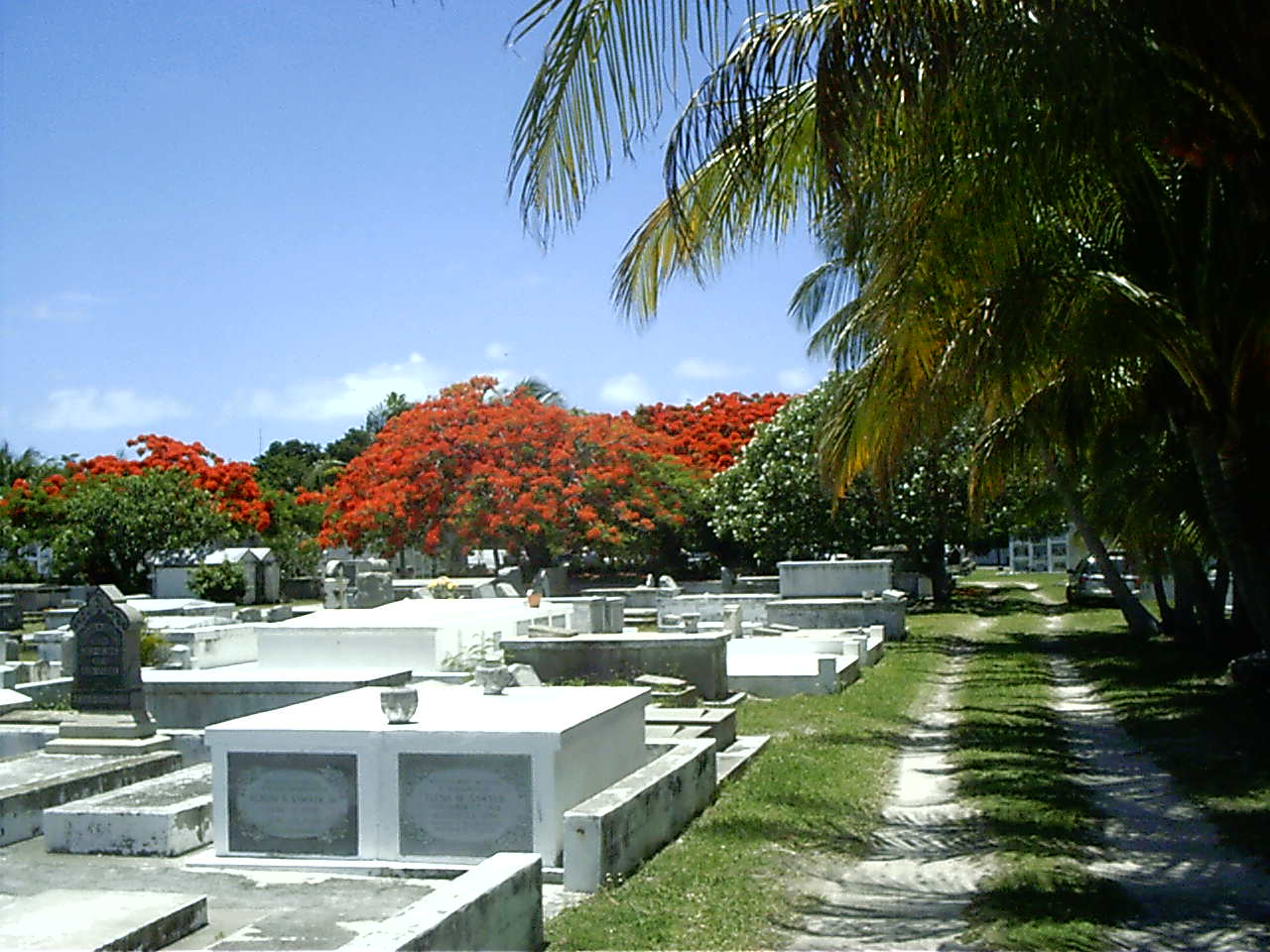
Le cimetière de Key West près de Solares Hill, le point le plus élevé de l’île.

### Situation
Key West est situé à l’extrémité ouest de la partie de l'archipel de Floride appelée Lower Keys au sud du 25º parallèle de latitude Nord. Formé par des mangroves sur un récif corallien, son altitude est en général au niveau de la mer avec le point le plus élevé (6 m environ) au lieu-dit Solares Hill dans le centre du quartier historique. L’île telle qu’elle se présente aujourd’hui a subi des modifications notoires au cours des 120 dernières années et s’est considérablement agrandie par voie de remblaiement. Selon le Bureau du recensement des États-Unis, la superficie totale de la ville est de 19,2 km², dont 15,4 km² de terres et 3,8 km² de plans d’eau.. Key West est situé à la confluence des eaux de l’Atlantique au sud de la ville et du Golfe du Mexique à l’ouest de celle-ci.

#### Quartier historique
La partie ouest et nord-ouest de la ville (confusément indiquée comme étant la partie sud) constitue le quartier historique ou Old Town. Là se trouvent les points touristiques importants, les services administratifs de la ville et du comté, le port et le Fort Zachary Taylor. L’architecture y a conservé un cachet typique des années 1886 à 1912 à forte influence victorienne avec des bungalows, des maisons de type Shotgun et des maisons à un étage, toutes construites en bois sur un socle surélevé d’environ un mètre par des pilotis, lambrissées et coiffées de toits métalliques. Elles sont ornées de découpages, de corniches, de balustres et de motifs, souvent entourées d’un porche ou d’une véranda et peintes de couleurs pastel.

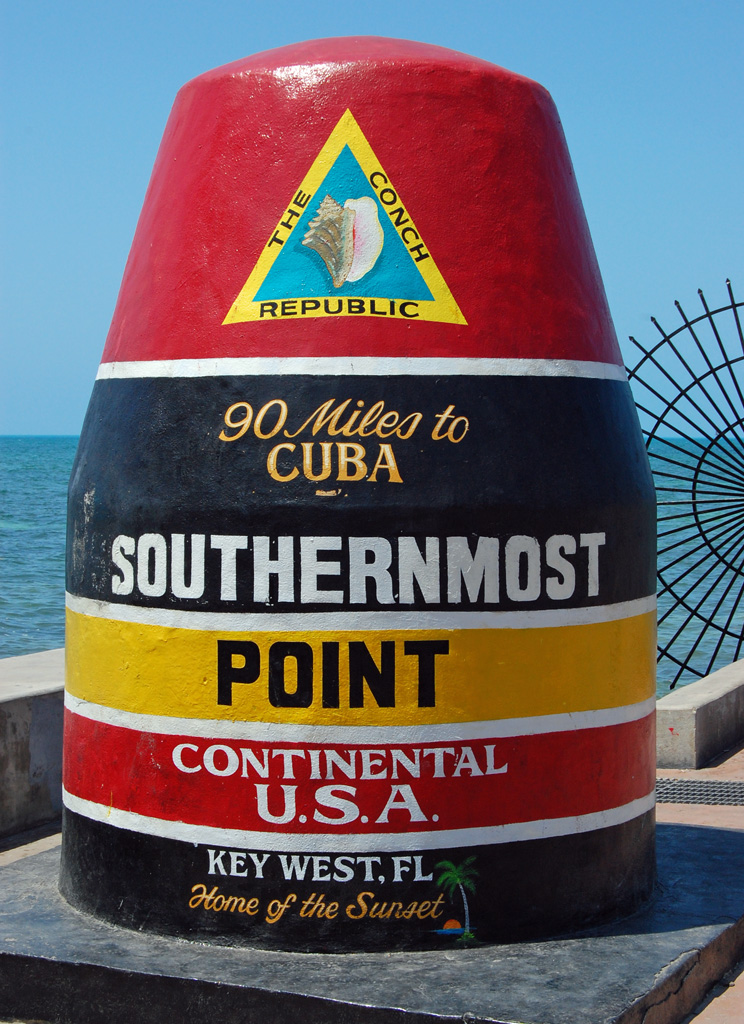
Le point le plus au sud des États-Unis, contigu au coin des rues South et Whitehead.

#### Ville neuve
La partie est de l’île (confusément indiquée comme le nord), gagnée pour la plus grande part sur des mangroves et des lagunes, constitue les nouveaux quartiers à vocation résidentielle pour la plupart et commerciale le long de Roosevelt Boulevard avec les centres commerciaux, de nombreux hôtels, des terrains de sports et l’aéroport. On y retrouve les caractéristiques essentielles de toutes les banlieues nord-américaines.

#### La ville la plus au sud
Du fait de sa latitude, Key West est la ville la plus méridionale des États-Unis contigus et l’une des attractions les plus photographiées de la ville est la borne qui marque ce point géographique. Curieusement le monument qui a remplacé en 1983 une simple plaque qui faisait l’objet de vols incessants par les chasseurs de souvenirs insolites, n’est pas situé exactement où il devrait être. Le point le plus au sud de l’île est en fait dans un terrain militaire plus à l’ouest et n’est pas accessible au public. Techniquement, il se trouve dans une île privée Ballast Key au sud-ouest de Key West.
De plus la légende sur la borne indique que la côte cubaine est « à 90 milles » selon la célèbre phrase du président Kennedy lors de la crise des missiles, alors qu’elle est en fait à 94 milles, soit 151 km.

### Climat
Étant situé au sud du 25º parallèle, Key West jouit d’un climat tropical, tempéré par la proximité du Gulf Stream qui traverse le détroit de Floride, à moins de dix milles marins au sud-sud-est de l’île. Les fronts froids sont modifiés par la présence des eaux du Golfe du Mexique et la température la plus basse jamais enregistrée est de 5 °C. Les moyennes hivernales sont de 19 à 24 °C. et il n’existe aucune évidence de gel ou de neige. Grâce aux alizés et à la brise marine les chaleurs d’été sont tempérées elles aussi et le record de température jamais enregistré est de 36 °C. Les moyennes estivales sont de 27 à 32 °C.
| Mois                                  | jan.    | fév.    | mars    | avril   | mai     | juin    | jui.    | août    | sep.    | oct.    | nov.    | déc.    | année           |
| ------------------------------------- | ------- | ------- | ------- | ------- | ------- | ------- | ------- | ------- | ------- | ------- | ------- | ------- | --------------- |
| Température minimale moyenne (°C)     | 18,6    | 19,5    | 20,7    | 22,8    | 24,7    | 26,3    | 27      | 26,9    | 26,2    | 24,9    | 22,3    | 20,2    | 23,3            |
| Température moyenne (°C)              | 21,4    | 22,4    | 23,6    | 25,5    | 27,3    | 28,9    | 29,7    | 29,7    | 28,9    | 27,4    | 24,8    | 22,8    | 26,1            |
| Température maximale moyenne (°C)     | 24,3    | 25,2    | 26,4    | 28,1    | 29,9    | 31,5    | 32,3    | 32,6    | 31,7    | 29,9    | 27,2    | 25,4    | 28,7            |
| Record de froid (°C) date du record   | 5 1886  | 7 1917  | 8 1986  | 9 1987  | 17 2016 | 18 1932 | 20 1888 | 20 1913 | 18 1893 | 15 1910 | 9 1959  | 7 1989  | 5 1886 et 1981  |
| Record de chaleur (°C) date du record | 32 1877 | 31 1874 | 32 1874 | 33 1881 | 34 2019 | 36 1881 | 36 1880 | 36 1956 | 35 2018 | 34 1962 | 33 1876 | 31 1876 | 36 1880 et 1956 |
| Ensoleillement (h)                    | 249,6   | 245,4   | 308,8   | 324,6   | 340,3   | 314     | 325,2   | 306,6   | 269,6   | 254,7   | 230,9   | 234,5   | 3 404,2         |
| Précipitations (mm)                   | 46,5    | 39,1    | 38,9    | 52,6    | 79,2    | 107,4   | 92,2    | 136,4   | 183,9   | 144     | 52,1    | 54,9    | 1 027,2         |
| Nombre de jours avec précipitations   | 6,9     | 4,9     | 4,8     | 4,5     | 7,5     | 11,2    | 11,6    | 14,6    | 15,8    | 12,1    | 6,3     | 6,4     | 106,6           |
| Humidité relative (%)                 | 76      | 74,3    | 73      | 70,1    | 71,8    | 74      | 72,2    | 73,4    | 75,3    | 75,1    | 76      | 76,2    | 74              |

| Diagramme climatique                                  |              |              |              |              |               |            |               |               |             |              |              |
| J                                                     | F            | M            | A            | M            | J             | J          | A             | S             | O           | N            | D            |
| 24,318,646,5                                          | 25,219,539,1 | 26,420,738,9 | 28,122,852,6 | 29,924,779,2 | 31,526,3107,4 | 32,32792,2 | 32,626,9136,4 | 31,726,2183,9 | 29,924,9144 | 27,222,352,1 | 25,420,254,9 |
| Moyennes : • Temp. maxi et mini °C • Précipitation mm |              |              |              |              |               |            |               |               |             |              |              |

Key West connaît deux saisons, une sèche de novembre à avril avec un ensoleillement constant et moins de 25 % des précipitations annuelles sous forme de pluies légères ou moyennes en avant des fronts froids ; l’autre humide de mai à octobre avec des averses quasi quotidiennes et presque toujours matinales, souvent fortes et orageuses. Des systèmes tropicaux peuvent amener de l’est des pluies très abondantes. Malgré tout, Key West est la ville la plus « sèche » de Floride.

#### Ouragans

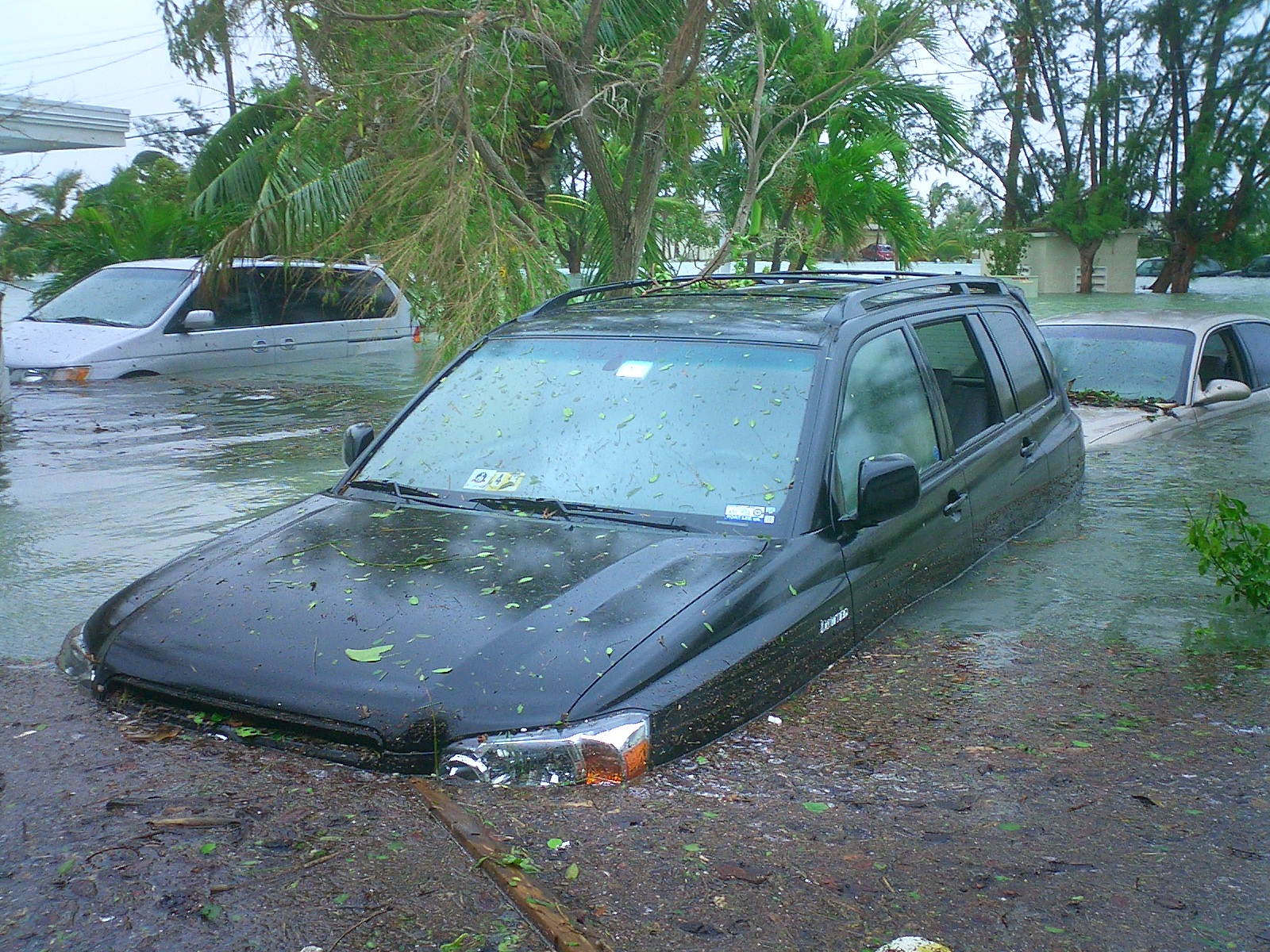
Séquelles de l’ouragan Wilma à Key Haven près de Key West le 24 octobre 2005.

Traditionnellement, on dit que les ouragans épargnent Key West, ce qui n’est qu’une demi-vérité. Il est certain que du fait de sa situation géographique, l’île est exposée aux cyclones venant de l’Atlantique par les Grandes Antilles aussi bien que ceux qui se forment dans le Golfe du Mexique ou dans la Mer des Caraïbes et qu’en fait peu d’ouragans de force majeure l’aient affectée dans son histoire récente. Cependant l’Ouragan Wilma, le 24 octobre 2005, n’a pas épargné Key West avant de dévaster les côtes de Louisiane et du Mississippi. L’île était sous un mandat d’évacuation totale et obligatoire et l’onde de tempête causée par le cyclone inonda une grande partie de l’île et de ses voisines qui se trouvèrent sous plus de 2,50 m d’eau à maints endroits à l’exception de Solares Hill et du cimetière.

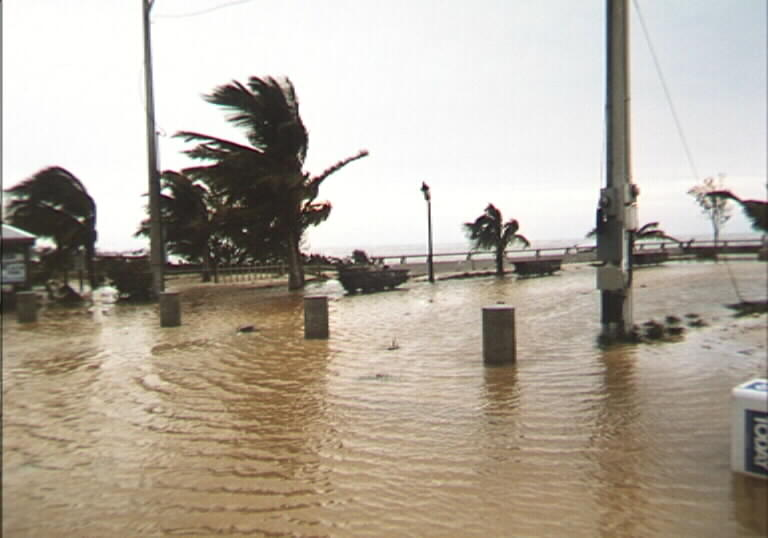
Inondation près de Higgs Beach après l’ouragan Georges le 26 septembre 1998.

Près de 60 % des habitations de Key West furent inondées. Les dommages les plus spectaculaires furent les milliers de véhicules engloutis par la montée de l’eau de mer. Comme il est souvent le cas, le pire de l’inondation survint bien après le passage du centre du cyclone alors que le centre de la tempête se trouvait déjà au-dessus de Naples au nord de Key West et que les vents avaient fortement diminué. Parmi les destructions notoires, le bassin à squales de l’aquarium de Key West se brisa et les requins captifs retrouvèrent leur liberté. Le carnaval de Key West - Fantasy Fest - qui a lieu chaque année fin octobre, dut être repoussé à la mi-décembre au vu des dommages.
En mars 2006, l’Agence nationale des études océanographiques et atmosphériques du gouvernement fédéral inaugura un bureau local de prévisions météo sur la rue White dans un édifice sécurisé capable de résister à un cyclone de catégorie 5.
Dans un passé récent, l’Ouragan Georges affecta Key West le 25 septembre 1998 et causa d’importants dommages aux maisons flottantes qui se trouvaient alors le long du boulevard Roosevelt Sud.

## Démographie
Le recensement de 2000 donne 25 478 habitants (45 % de femmes et 55 % d’hommes), répartis en 11 016 ménages et 5 463 unités familiales pour la ville de Key West soit une densité de 1 653,3 habitants au km². Les 13 306 habitations représentent une densité moyenne de 863,4 au km².
| Moins de 18 ans | 16,0 % |
| De 18 à 24 ans  | 8,4 %  |
| De 25 à 44 ans  | 37,1 % |
| De 45 à 64 ans  | 26,7 % |
| Plus de 65 ans  | 11,7 % |

On recensait d’autre part 84,94 % de blancs, 9,28 % d’Afro-Américains, 0,39 % d’Amérindiens, 1,29 % d’Asiatiques, 0,05 % d’Océaniens, 1,86 % d’autres catégories non classifiées, ainsi que 2,18 % qui se déclarent sous plusieurs catégories. Il y avait également 16,54 % d’Hispaniques de toutes races.
Sur les 11 016 ménages, seuls 19,9 % avaient des enfants de moins de 18 ans vivant au foyer, 37,7 % représentaient des couples mariés vivant ensemble, 8,2 % une famille monoparentale dont le chef de famille était une femme et 50,4 % n’étaient pas considérés comme famille. Parmi ce dernier groupe, 31,4 % étaient des individus vivant seuls (dont 8,1 % d’individus de plus de 65 ans).
La taille moyenne d’un foyer était de 2,23 personnes et celle d’une famille de 2,84 personnes.
L’âge moyen était de 39 ans. Le revenu moyen par ménage était de 43 021 dollars et le revenu moyen par famille de 50 895 dollars. Le revenu par tête était de 26 316 USD. On comptait 5,8 % des familles ou 10,2 % de l’ensemble de la population sous le seuil de pauvreté. L’origine nationale des habitants en 2000 se composait ainsi :
- 12,4 % d’origine anglaise
- 12,2 % allemande
- 11,3 % irlandaise
- 6,8 % italienne
- 6 % américaine
- 3,6 % française.

Un fait notoire de l’évolution démographique de la fin du XXe siècle est la diminution importante du nombre des familles qui passe de 13 340 en 1960 à 5 463 en 2000 ainsi que de la proportion d’enfants vivant dans ces familles qui passe de 42 % à 20 % en quarante ans.
Selon l'American Community Survey, pour la période 2011-2015, 76,07 % de la population âgée de plus de 5 ans déclare parler anglais à la maison, alors que 14,96 % déclare parler l'espagnol, 2,03 % le polonais, 1,44 % le créole haïtien, 1,36 % le français, 0,79 % le grec, 0,79 % le russe et 2,57 % une autre langue.
| 1840 | 1850  | 1860  | 1870  | 1880  | 1890   |
| ---- | ----- | ----- | ----- | ----- | ------ |
| 688  | 2 367 | 2 832 | 5 016 | 9 890 | 18 080 |

| 1900   | 1910   | 1920   | 1930   | 1940   | 1950   |
| ------ | ------ | ------ | ------ | ------ | ------ |
| 17 114 | 19 945 | 18 749 | 12 831 | 12 927 | 26 433 |

| 1960   | 1970   | 1980   | 1990   | 2000   | 2010   |
| ------ | ------ | ------ | ------ | ------ | ------ |
| 33 956 | 29 312 | 24 382 | 24 832 | 25 478 | 24 649 |

## Éducation
Les établissements d’enseignement primaires et secondaires publics de Key West sont administrés par la commission scolaire du comté de Monroe (Monroe County School District (Florida) (en). Il existe quatre écoles primaires, un collège secondaire du premier cycle (Middle School) et un lycée (High School) pour 1 673 élèves au primaire et 2 050 étudiants au secondaire en 2009. De plus une école dite « à charte » ou Charter School enseigne selon la méthode Montessori au niveau primaire.
Le Florida Keys Community College, un établissement d’enseignement supérieur, offre une variété de cours à vocation académique ou professionnelle dans son campus de Stock Island.

## Économie

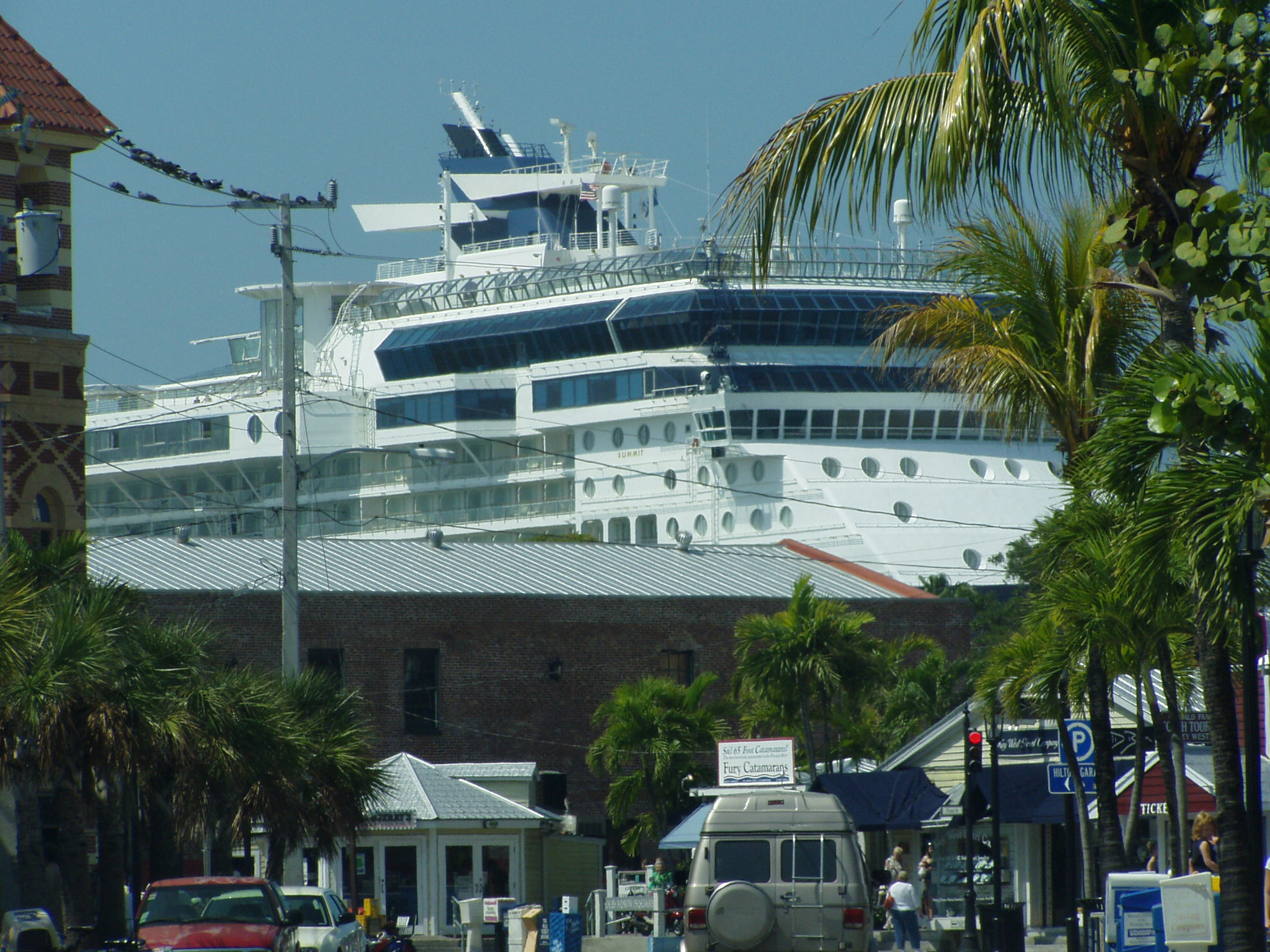
Navire de croisière à quai, en 2007.

Aujourd’hui Key West vit essentiellement du tourisme. Depuis les années 1990 de nombreux hôtels, pour la plupart franchise des grandes chaînes hôtelières nord-américaines, ont été construits pour accueillir un tourisme de masse. Le quartier historique reste cependant le domaine des hôtels traditionnels construits dans les premières décennies du XXe siècle et des « Bed and Breakfast » qui pour la majorité fonctionnent en fait comme de petits hôtels et qui sont apparus à partir des années 1970.

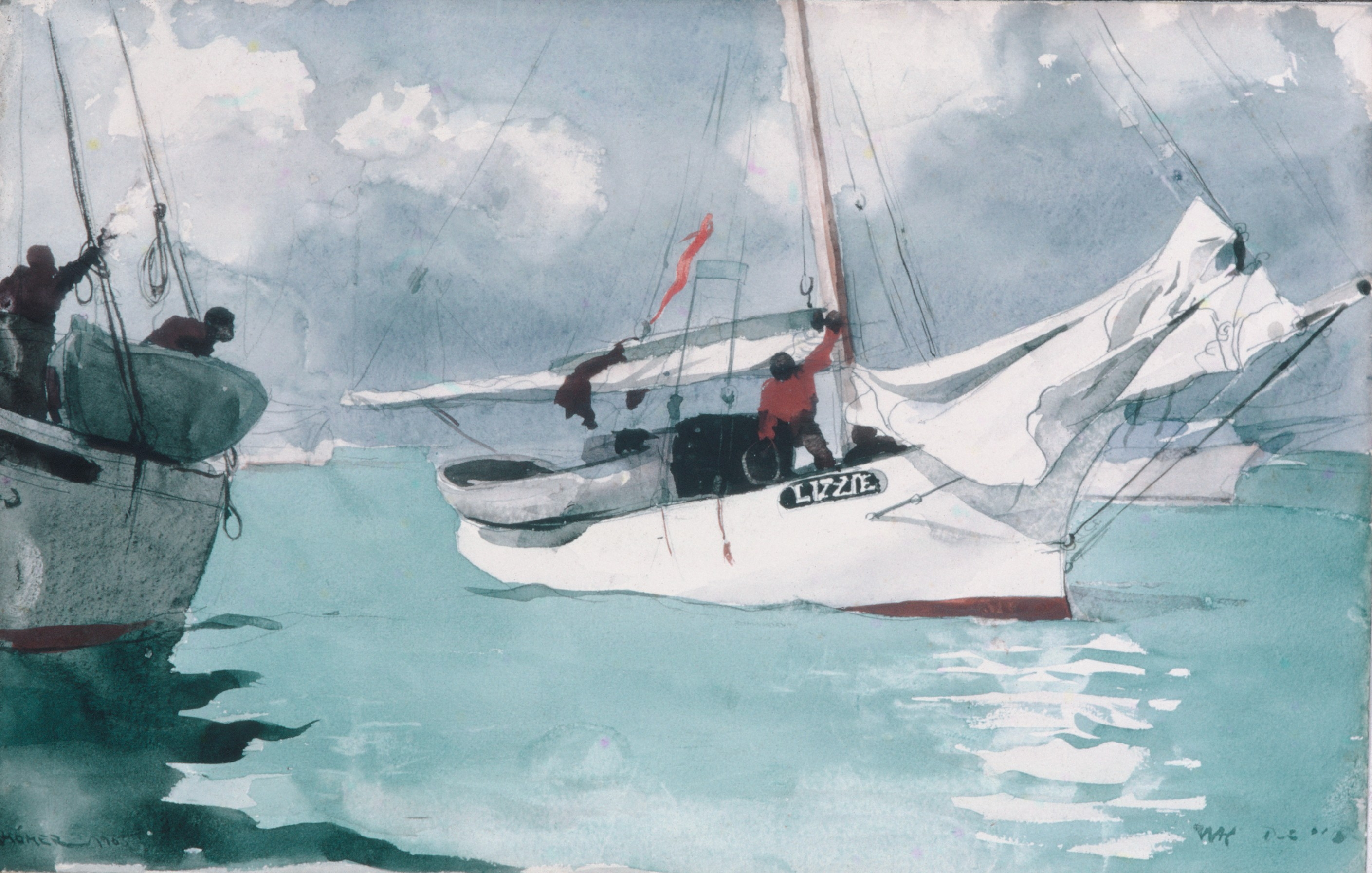
Fishing Boats, Key West.

Les activités liées à la mer soutiennent aussi l’économie locale (plongée sous-marine, voiles, pêche sportive et motonautisme). La pêche a perdu de son importance mais occupe encore une certaine place dans l’économie locale ; crevettes et langoustes ont aujourd’hui remplacé la pêche aux éponges et à la tortue d’autrefois.
Parmi ces activités, l’activité portuaire est devenue très importante. L’arrivée du premier navire de croisière en 1969 a inauguré modestement ce qui devait devenir une des principales sources de revenu de la ville au début du XXIe siècle. Key West est une des escales majeures du bassin caraïbe occidental. Utilisant d’abord les installations de la marine de l’Annexe Truman, la ville a fait construire en 1984, malgré la controverse que ce choix avait suscitée, un môle près de Mallory Square. Avec un autre quai, le Pier B, Key West peut ainsi accueillir jusqu’à trois navires simultanément, déversant des milliers de visiteurs pour quelques heures dans les rues du quartier historique pour le plus grand bonheur des marchands de souvenirs.
On estimait à près de 600 000 les passagers visitant Key West en 1999.
Enfin la présence militaire à Key West et notamment la base aéronavale joue un rôle non négligeable dans l’économie locale.

## Key West et sa légende
Key West a acquis une notoriété internationale du fait des personnages qui l’ont fréquenté ou qui y ont vécu et la mystique de l’île au bout de la route au laxisme légendaire.

### Ernest Hemingway

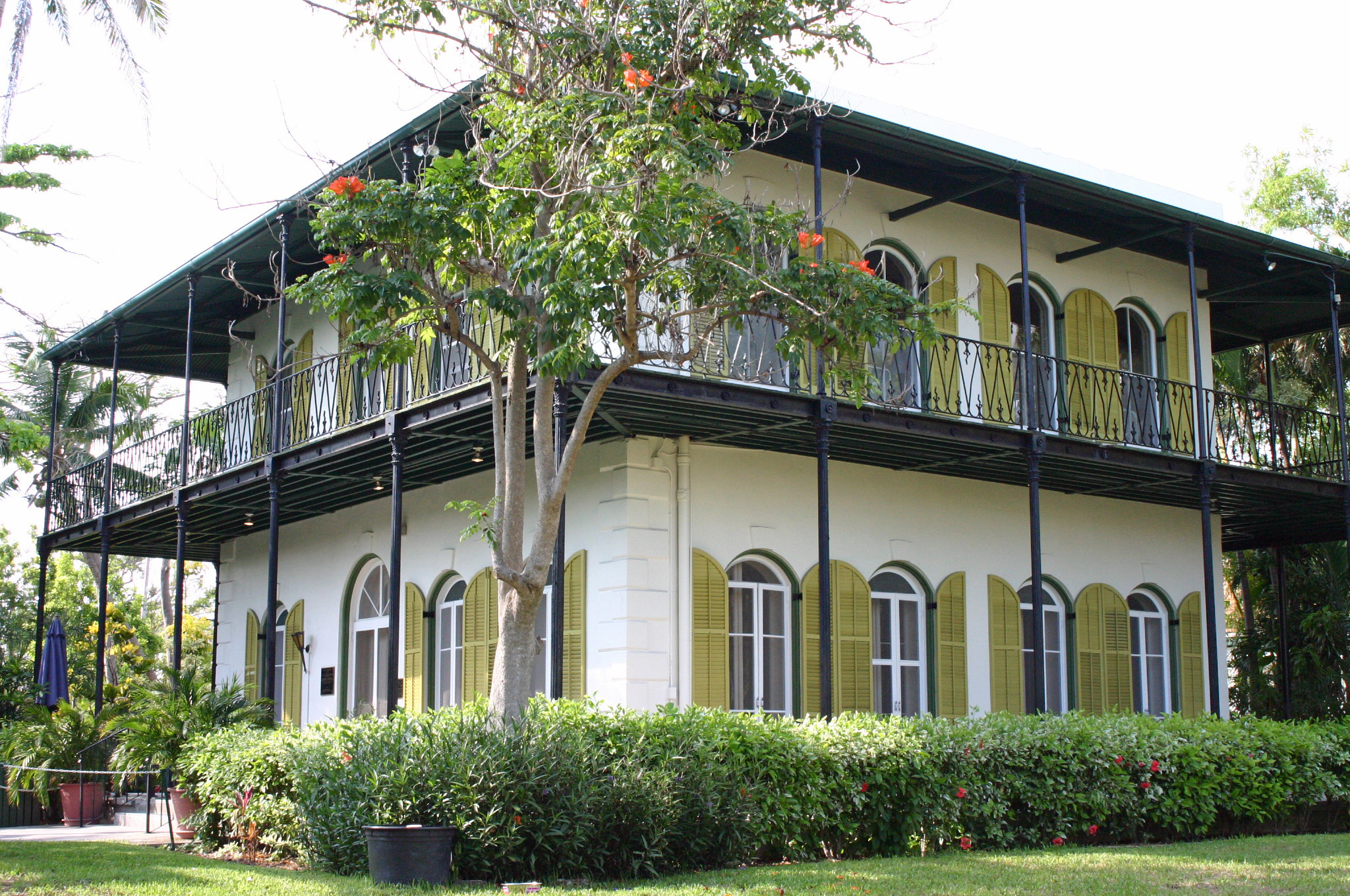
La maison de Pauline et Ernest Hemingway, rue Whitehead.

Hemingway arriva à Key West à la fin des années 1920 alors qu’il venait d’épouser Pauline Pfeiffer. C’est l’oncle de Pauline, Gus Pfeiffer, qui acheta en 1931 la maison « de style colonial espagnol, construite aux alentours de 1850 par un armateur de Barcelone » (Alexander Davis, 1989) de la rue Whitehead que l’on visite aujourd’hui, comme cadeau de mariage pour le couple. 
Auparavant, Hemingway avait occupé une chambre au-dessus du garage Ford de la rue Simonton. La piscine qu’Hemingway y fit construire aurait coûté 20 000 dollars, une somme extravagante dans les années 1930.
Hemingway fit de nombreuses connaissances pendant son séjour à Key West ; Charles Thompson, un quincaillier, et Joe Russell, un tenancier de bar – le fameux patron du Sloppy Joe's – lui firent découvrir la pêche au gros. Joe Russell aurait inspiré le personnage de Freddy dans En avoir ou pas, un roman par ailleurs fortement inspiré par le Key West des années de crise. C’est aussi pendant cette période qu’Hemingway acquit le surnom de « Papa ».
On estime que c’est à Key West que près de 70 % de ses œuvres furent écrites, notamment L'Adieu aux armes, Mort dans l'après-midi, Les Neiges du Kilimandjaro, Les Vertes Collines d'Afrique ou encore Pour qui sonne le glas.
Après son divorce en 1940 et la perte de sa maison, il ne revint à Key West que rarement, lui préférant La Havane. Les chats polydactyles qui entourent la maison Hemingway seraient les descendants de Snowball, le chat d’Hemingway. Ils constituent autant que la demeure du romancier une attraction typique de Key West.

### Tennessee Williams
Tennessee Williams vint à Key West à partir de 1941 et vers 1947 y aurait commencé l’ébauche de Un tramway nommé Désir alors qu’il demeurait à l’hôtel « La Concha » sur la rue Duval. En 1949, il acheta la maison de la rue Duncan et en fit son domicile légal jusqu’à sa mort en 1983. Contrairement à celle d’Hemingway, la maison de Tennessee Williams est un modeste bungalow de la ville neuve sans attrait particulier. Aujourd’hui, c’est une résidence privée qui n’est pas ouverte au public. Elle servit cependant de décor pour le film La Rose tatouée tourné presque entièrement à Key West en 1955. Le théâtre du campus du Florida Keys Community College porte le nom de Tennessee Williams.
Alors qu’Hemingway et Williams fréquentèrent Key West concurremment, il ne se rencontrèrent qu’à une seule occasion, et ce à La Havane, dans la propriété d’Hemingway, Finca Vigia.

### Juana Borrero
La poétesse cubaine Juana Borrero est morte à Key West, en 1896, à 18 ans.

### Elizabeth Bishop et Louise Crane
La poétesse Elizabeth Bishop et la philanthrope Louise Crane, future compagne de la républicaine espagnole Victoria Kent, achètent une maison à Key West en 1938, sur White Street.